# Айтжанова, Светлана Дмитриевна
Светлана Дмитриевна Айтжанова — советский и российский cелекционер. Создатель более 10 сортов земляники. Заслуженный деятель науки Российской Федерации, почётный работник высшего профессионального образования РФ, доктор сельскохозяйственных наук, профессор.

## Биография
Светлана Дмитриевна Айтжанова родилась в Абхазии в городе Гагра 8 мая 1949 года.
В 1968 году с отличием окончила Толгарский сельскохозяйственный техникум и получила направление на обучение в городе Москва, на факультет плодоовощеводства Московской сельскохозяйственной академии им. К. А. Тимирязева.
В 1973 году, после окончания академии, была приглашена Рылько П. Д. в Кокино, где начала работать в качестве преподавателя в совхоз-техникум, обучала студентов специальным дисциплинам.
Научной деятельностью Светлана Дмитриевна начала заниматься с зимы 1976, когда поступила в аспирантуру НИИ садоводства Нечернозёмной полосы. Её руководителем в аспирантуре был доктор сельскохозяйственных наук, Казаков Иван Васильевич.

## Научно-педагогическая деятельность
В 1981 году Светлана Дмитриевна стала кандидатом наук с диссертацией на тему «Селекционная оценка исходных форм малины в юго-западных районах Нечернозёмной зоны». При её участии были созданы сорта малины «Гусар», «Пересвет», «Рубин Брянский», вошедшие в Государственный реестр селекционных достижений.
С 1982 года Айтжанова возглавила селекционную работу по садовой землянике в БГСХА. В период нахождение на должности ею было проведено изучение генетического потенциала более чем 100 сортов и 8 видов земляники по комплексу хозяйственно-биологических признаков, были выделены источники и доноры, создан генофонд исходного материала.
В 2002 году защитила докторскую диссертацию по теме «Селекция земляники в юго-западной части Нечернозёмной зоны».
Возобновила начатую в 60-е годы работу Т. С. Кантор, целью которой было создание гибрида садовой земляники с клубникой — земклуники. Опыты её предшественников не имели успешного результата — выведенные растения отличались обильным цветением, но имели слишком мелкие плоды, завязывались плохо. Айтжановой удалось вывести земклунику с ягодой весом до двадцати граммов, хорошим вкусом и приятным ароматом, устойчивую к погодным условиям и болезням. Сорт земклуники «Купчиха» по состоянию на 14.02.2020. единственный сорт земклуники внесенный в Государственный реестр селекционных достижений
Светлана Айтжанова также является автором сортов земляники: «Витязь», «Русич», «Славутич», «Соловушка», «Альфа», «Кокинская заря», «Мишутка», «Росинка», «Царица», «Осенняя забава», «Любава», «Берегиня».
Сорта «Витязь», «Росинка», «Русич», «Славутич», «Студенческая», «Царица», «Альфа», «Любава», «Берегиня». внесены в Государственный реестр селекционных достижений
Светлана Айтжанова является автором более 50 научных работ по селекции земляники и малины. Разработала и опубликовала пять учебно-методических пособий. Является профессором кафедры плодоовощеводства брянского Государственного аграрного университета.
Награждена почётными грамотами Министерства сельского хозяйства РФ, комитета по сельскому хозяйству Брянской области, дирекции ВСТИСП и ректором БГАУ, медалями «За добросовестный труд» и «Ветеран труда».
Лектор ЦПСО России